# Rudolf Kirchschläger

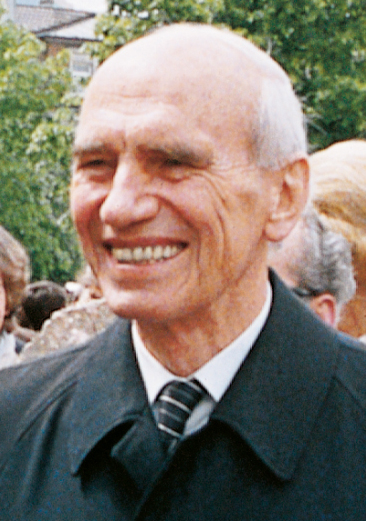
Rudolf Kirchschläger (1983)

Rudolf Kirchschläger (* 20. März 1915 in Niederkappel; † 30. März 2000 in Wien) war ein österreichischer Richter und Diplomat. Von 1970 bis 1974 amtierte er als Außenminister und von 1974 bis 1986 als österreichischer Bundespräsident.

## Ausbildung und Karriere
Rudolf Kirchschläger wurde am 20. März 1915 als Sohn von Johann Kirchschläger und der aus St. Oswald bei Freistadt stammenden Anna Wagner in der oberösterreichischen Gemeinde Niederkappel geboren und am 25. März 1915 auf den Namen Rudolf getauft. Sein Vater, Johann Kirchschläger (* 1865; † 1926), früher Stiftsorganist in Wilhering, später Organist in Losenstein, Pottendorf, Leoben und Kronstorf, arbeitete als Waagmeister in der Papierfabrik Obermühl an der Donau, ab 1917 in der Papierfabrik Steyrermühl. Als Kirchschläger elf Jahre alt war, wurde er Waise. 
Von 1927 bis 1929 ging er zuerst in die Volksschule Promenade, dann in die Knabenhauptschule Promenade in Steyr, die später nach ihm benannt wurde, und absolvierte schließlich das Bundesaufbaugymnasium Horn (Matura mit Auszeichnung; sehr gut in allen Fächern), wo er der Mittelschul-Verbindung K.Ö.St.V. Waldmark Horn im MKV angehörte. Zudem wurde er 1935 Mitglied der katholischen Studentenverbindung KÖStV Kürnberg Wien im ÖCV, verließ diese aber bereits 1937 wieder.  Er wurde im Herbst 1939 zur Wehrmacht eingezogen und war in der Frühphase des Zweiten Weltkrieges als Soldat an der Front.
Legendär ist die Art, in der er das Studium der Rechtswissenschaften mit der Promotion zum Dr. iur. Ende 1939 abschloss. Bereits nach der Matura 1935 hatte Kirchschläger in Wien mit dem Studium begonnen, das er nur mit Hilfe eines Stipendiums und diverser Nebenjobs finanzieren konnte. Er war Mitglied der Vaterländischen Front. Nach dem „Anschluss Österreichs“ an Deutschland lehnte er es ab, der NSDAP beizutreten. Er musste das Studium deshalb abbrechen und wurde Bankangestellter. Dennoch erhielt er einen zweimonatigen Fronturlaub Ende 1939, um sich auf das Assessorexamen vorzubereiten. Ein Examen war gemäß österreichischer Studienordnung nur noch bis Ende 1939 möglich. Nach eigenen Aussagen schlief er in dieser Zeit nur zwei Stunden täglich, ernährte sich von leichter Kost und tauchte seine Füße in Essigwasser, um wach zu bleiben.
Gegen Kriegsende und nach zwei schweren Verwundungen war Kirchschläger als Hauptmann Lehroffizier für Taktik an der damaligen Kriegsschule (heute wieder Theresianische Militärakademie) in Wiener Neustadt. Als Kommandant führte er am 1. April 1945 bei Erlach eine gegen die heranrückende sowjetischen Truppen eingesetzte Fahnenjunker-Einheit, versprengte SS-Soldaten sowie Angehörige der Hitlerjugend und des Volkssturmes, wobei innerhalb weniger Stunden 200 Kadetten und Soldaten getötet und mehrere hundert verwundet wurden; er selbst erlitt dabei eine schwere Beinverwundung.
Kirchschläger heiratete am 17. August 1940 standesamtlich in Rosenburg am Kamp und kirchlich in Gars am Kamp. Mit seiner Frau Herma (* 1916; † 2009) hatte er zwei Kinder: Tochter Christa (* 1944) sowie Sohn Walter Kirchschläger (* 1947), Gründungsrektor der Universität Luzern.
1947 bis 1954 war er Richter an den Bezirksgerichten Horn und Langenlois sowie in Wien. Ab 1954 war er als Rechtsexperte im Außenministerium wesentlich an den Vorarbeiten und dem Zustandekommen von Staatsvertrag und Neutralitätsgesetz beteiligt.
1956 trat er in den höheren Auswärtigen Dienst ein und wurde Leiter der Völkerrechtsabteilung im Außenministerium. Unter den Ministern Bruno Kreisky und Lujo Tončić-Sorinj war er von 1962 bis 1968 stellvertretender Generalsekretär im Außenministerium. Von 1967 bis 1970 war er Leiter der österreichischen Botschaft in Prag. Beim Einmarsch der Warschauer-Pakt-Staaten in die ČSSR in der Nacht vom 20. auf den 21. August 1968 besetzten etwa eine halbe Million Soldaten alle strategisch wichtigen Positionen der Tschechoslowakei und beendeten damit den „Prager Frühling“. Bundespräsident Franz Jonas, Verteidigungsminister Georg Prader und Kanzler Josef Klaus waren in Urlaub und telefonisch nicht erreichbar. Außenminister Kurt Waldheim gab die Anweisung, tschechoslowakische Staatsbürger, die im Gebäude Schutz suchten, sollten keine Visa erhalten und „durch gütliches Zureden zum Verlassen desselben bewogen werden“. Kirchschläger ignorierte die Anweisung und stellte Fluchtwilligen etwa 50.000 Visa aus.
1970 wurde er als Parteiloser zum Außenminister des SPÖ-Minderheitskabinetts unter Bundeskanzler Bruno Kreisky ernannt. Auch im zweiten Kabinett Kreisky (die SPÖ hatte erstmals eine absolute Mehrheit der Mandate im Nationalrat) war er Außenminister. Beim Militärputsch in Chile am 11. September 1973 wies er die österreichische Botschaft in Santiago an, chilenischen Flüchtlingen Zuflucht zu gewähren.
Er förderte das Selbstverständnis Österreichs als neutraler Staat.
Am 23. Juni 1974 wurde er zum Bundespräsidenten gewählt.
Sein Enkel ist der Theologe und Philosoph Peter G. Kirchschläger.

## Bundespräsidentschaft

### Wahl 1974

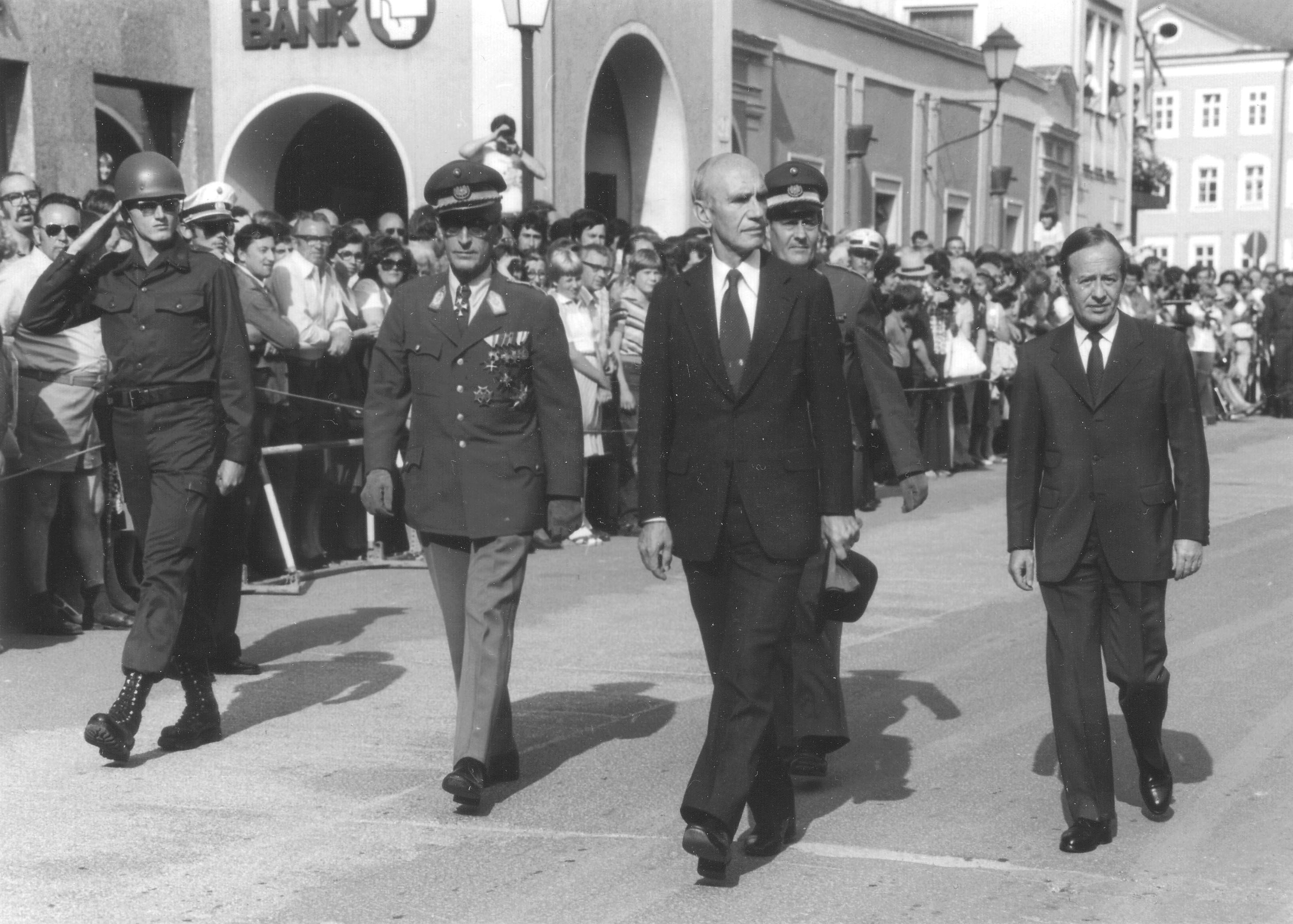
Bundespräsident Kirchschläger in Begleitung hochrangiger Offiziere und des Salzburger Landeshauptmanns Wilfried Haslauer sen. (rechts) beim Abschreiten einer Ehrenkompanie. Residenzplatz, Salzburg (um 1979).

1974 mehrten sich nach dem Tod von Bundespräsident Franz Jonas bei der SPÖ zunächst die Stimmen, der populäre Bundeskanzler Bruno Kreisky solle selbst für dieses Amt kandidieren. Kreisky lehnte jedoch ab, weil ihm die Kompetenzen des Bundespräsidenten nicht ausgedehnt genug erschienen. Da die SPÖ bei früheren Bundespräsidentenwahlen immer mit dem Argument des Machtausgleichs mit der ÖVP argumentiert hatte (unter dem Stichwort „roter Präsident – schwarzer Kanzler“), kam diesmal bei der nunmehr selbst den Kanzler stellenden SPÖ schon aus wahltaktischen Gründen nur ein Nicht-SPÖ-Parteimitglied in Frage. Der parteilose, praktizierende Katholik Kirchschläger wurde als idealer Kandidat angesehen.
Dass Kirchschläger in der Wahl gegen den von der ÖVP unterstützten Innsbrucker Bürgermeister Alois Lugger mit 51,7 % obsiegte, hatte seinen Grund allerdings nicht nur in der allseits anerkannten Persönlichkeit des Außenministers, sondern auch in der Uneinigkeit der ÖVP. Lugger selbst war in der ÖVP erst nach einem parteiinternen Putsch in letzter Minute gegen den von der Parteiführung bereits als Kandidat aufgestellten ehemaligen Generalsekretär Hermann Withalm installiert worden. Höhepunkte der ersten Amtszeit waren die Eröffnung der Olympischen Spiele in Innsbruck 1976, die Eröffnung der UNO-City Wien 1979 und die Begrüßung von Jimmy Carter und Leonid Breschnew in der Hofburg anlässlich der SALT-II-Gespräche im Juni 1979.

### Wahl 1980
Aufgrund seiner Popularität gestaltete sich seine Wiederwahl 1980 zum Triumph: Kirchschläger wurde als gemeinsamer Kandidat von SPÖ und ÖVP mit dem Rekordergebnis von 79,9 % der abgegebenen gültigen Stimmen (Wahlbeteiligung: 91,6 %, davon gültige Stimmen: 92,7 %) – und damit mehr als zwei Drittel aller Wahlberechtigten (exakt: 67,8 %) – gegen den von der FPÖ unterstützten Diplomaten Willfried Gredler sowie den Rechtsextremisten Norbert Burger wiedergewählt.

### Amtsausübung
Kirchschläger war, vor allem wegen seines bescheidenen Auftretens und der Volksnähe, der österreichische Bundespräsident mit bislang unangetasteter Autorität. Zum geflügelten Wort wurde sein Ausspruch über das „Trockenlegen der Sümpfe und sauren Wiesen“ (bei der Eröffnung der Welser Messe im August 1980 anlässlich des aktuellen AKH-Skandals geäußert). Vor der Popularisierung des Naturschutzes wurde dieses Bild durchwegs positiv empfunden.

### Ehrenamtliches Engagement nach Ende der Amtszeit
Kirchschläger war von 1989 bis 1993 Präsident der von Kardinal Franz König gegründeten Stiftung Pro Oriente. In dieser Zeit konnte der Dialog mit der russisch-orthodoxen Kirche intensiviert werden. Vor dem Hintergrund der drohenden Kriege in Jugoslawien leitete Kirchschläger Dialogveranstaltungen zwischen serbisch-orthodoxen Bischöfen und katholischen Bischöfen aus Kroatien sowie zwischen kroatischen und serbischen Professoren in Wien, die sogenannten „Irenischen Initiativen“.

## Auszeichnungen und Ehrungen (Auszug)

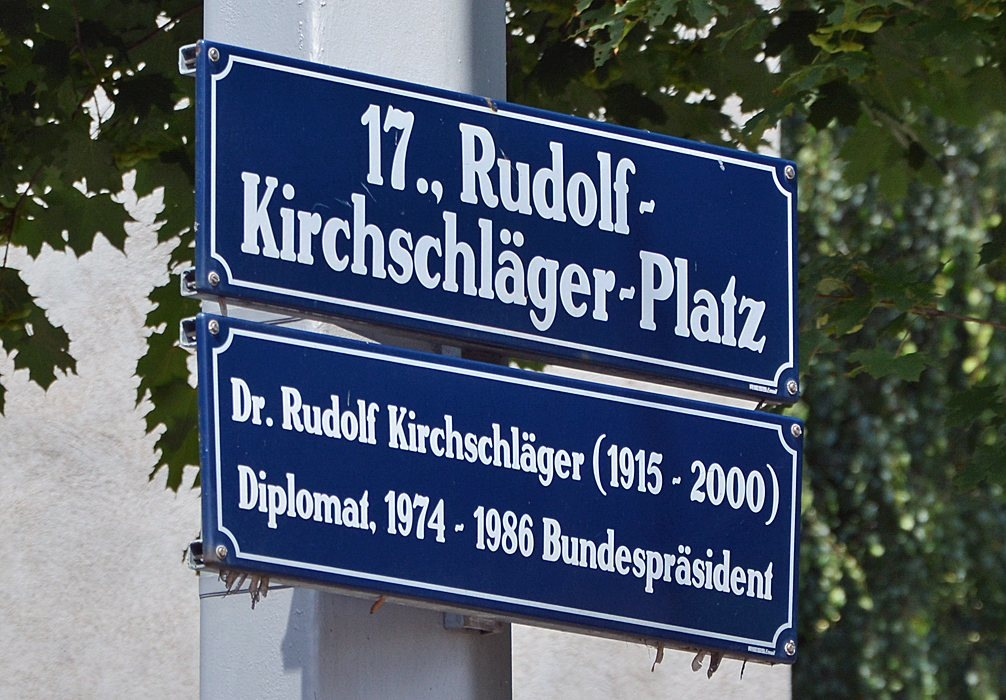
Rudolf-Kirchschläger-Platz in Wien-Neuwaldegg

- Großes Bundesverdienstkreuz (1957)
- Großkreuz des Verdienstordens der Italienischen Republik (1971)[13]
- Groß-Stern des Ehrenzeichens für Verdienste um die Republik Österreich (8. Juli 1974)
- Ritter des Nassauischen Hausordens vom Goldenen Löwen (14. Juli 1975)[14]
- Collane des Finnischen Ordens der Weißen Rose (1977)[15]
- Goldene Friedensmedaille der UNO (Verleihung: 1977, Übernahme: 15. Februar 1977)
- Collane des Ordens de Isabel la Católica (1978)
- Elefanten-Orden (1979)
- Collane des Ordens des Infanten Dom Henrique (1984)
- Ehrenbürger der Stadt Wien (Verleihung: 24. Oktober 1986, Übernahme: 19. Jänner 1987)
- Großkreuz des Päpstlichen Piusordens (1990)[16]
- Tomáš-Garrigue-Masaryk-Orden 1. Klasse (1996)[17]
- Großer Montfortorden
- Collane des Päpstlichen Piusordens (2000)[18]

## Würdigung

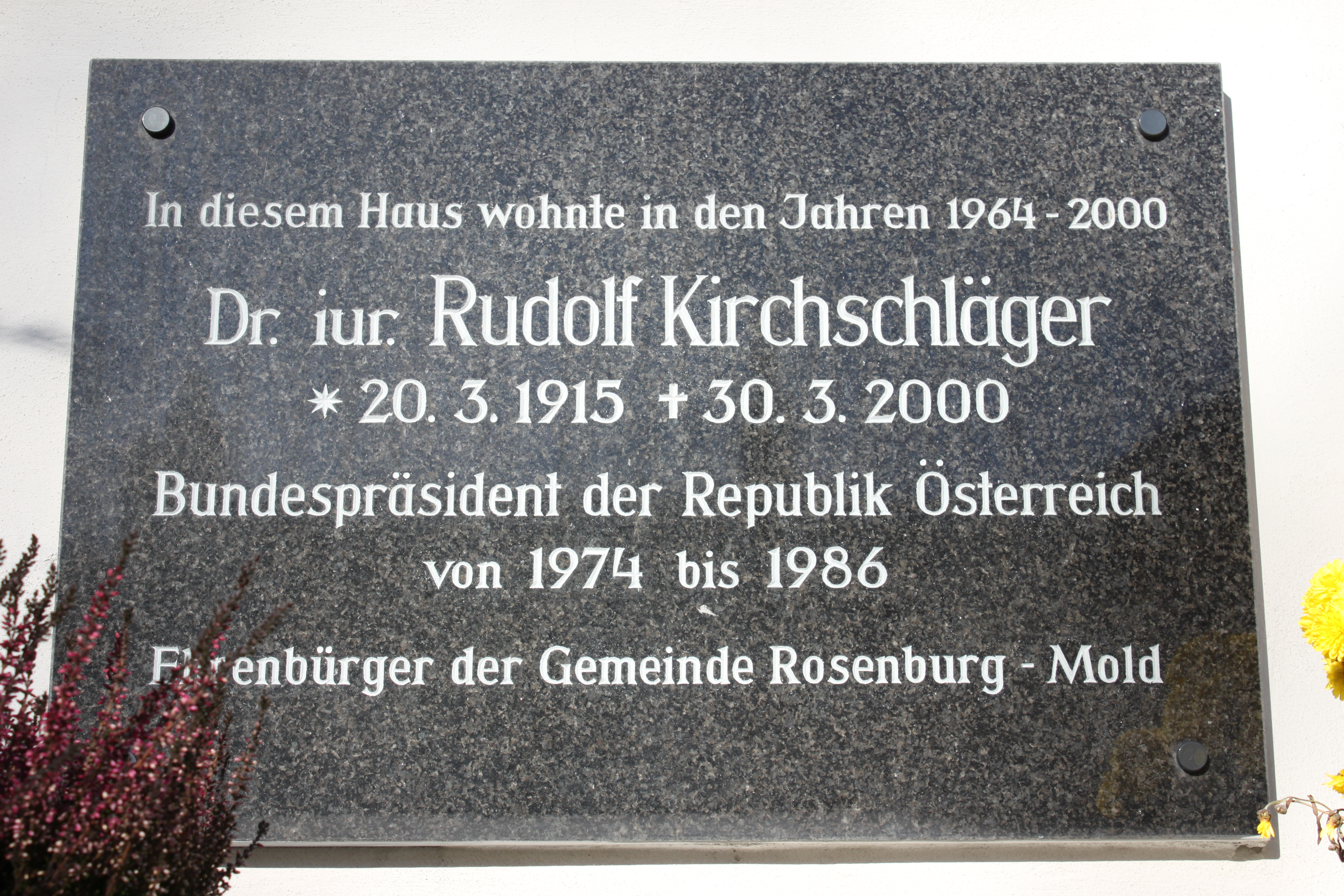
Gedenktafel am Wohnhaus von Rudolf Kirchschläger

- 1980: Anlässlich seines 65. Geburtstages legte die Österreichische Post eine Sonderbriefmarke auf.[19]
- 2003: Enthüllung einer Gedenktafel für den Ehrenbürger der Gemeinde Rosenburg-Mold an seiner Sommerfrische-Villa in Rosenburg am Kamp (3. Mai).[20]
- 2008: In Wien-Neuwaldegg wurde der Rudolf-Kirchschläger-Platz nach ihm benannt.[21]
- In Österreich wurden weitere Verkehrsflächen nach ihm benannt, u. a. in Ebergassing, Ebreichsdorf, St. Pölten, Strasshof an der Nordbahn und Traiskirchen.

## Schriften
- Ethik und Außenpolitik. In: Hans Köchler (Hrsg.): Philosophie und Politik. Dokumentation eines interdisziplinären Seminars. Arbeitsgemeinschaft für Wissenschaft und Politik, Innsbruck 1973, S. 69–74.
- Der Friede beginnt im eigenen Haus. Gedanken über Österreich. Molden, Wien [u. a.] 1980, ISBN 3-217-01070-1.
- Leben und Lesen. Gedanken eines österreichischen Pensionisten. Persönliches Credo. Verlag Kremayr & Scheriau, Wien 1986, ISBN 3-218-00449-7 (Inhaltsverzeichnis).
- Immer den Menschen zugewandt. Reden von Bundespräsident Dr. Rudolf Kirchschläger aus den letzten 25 Jahren. Hrsg. von Josef Pühringer in Zusammenarbeit mit Harry Slapnicka. Verlag Österreich, Wien 2000, ISBN 3-7046-1495-5. (Inhaltsverzeichnis)

posthum
- Meine Schulzeit an der Horner Aufbauschule. In: Erich Rabl, Anton Pontesegger: Erinnerungen an Horn. Museumsverein in Horn, Horn 2001, ISBN 3-902168-00-5, S. 147–154.
- Ins Heute gesprochen. Aufsatzsammlung. Mit einem Geleitwort von Heinz Fischer. Zum 100. Geburtstag ausgewählt und zusammengestellt von Walter Kirchschläger. Styria, Wien [u. a.] 2015, ISBN 978-3-222-13498-2 (Inhaltsverzeichnis)

Daneben erschienen zahlreiche Reden und Vorträge in gedruckter Form, vor allem durch die Presse- u. Informationsabteilung des Außenministeriums.